# 辅酶Q–细胞色素c还原酶

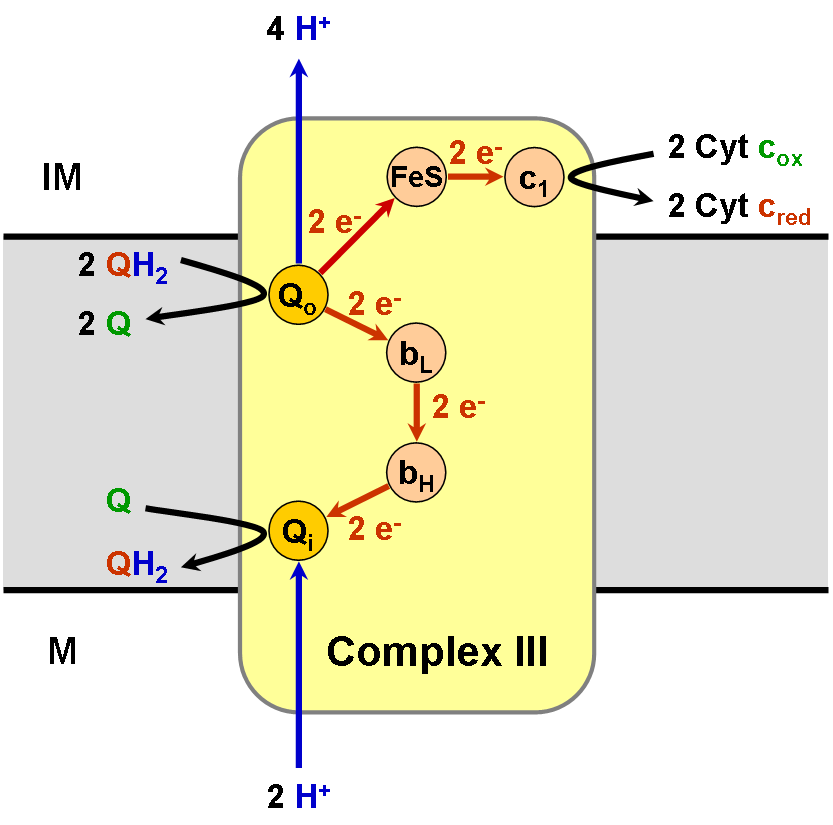
第三蛋白复合体(复合体III)反应的示意图

辅酶Q: 细胞色素c - 还原酶（英語：coenzyme Q : cytochrome c – oxidoreductase），有时被称为细胞色素bc1复合体，又有时被称为复合体III（第三复合体），是電子傳遞鏈的第三个复合体（EC 1.10.2.2），在生化生成ATP（氧化磷酸化）中发挥关键作用。 复合体III是由线粒体（细胞色素b）和核心基因组（所有其他亚基）编码的多亚基跨膜蛋白。 复合体III存在于所有动物的线粒体和所有需氧真核生物和大多数细菌的内膜中。 复合体III中的突变导致运动不耐受以及多系统疾病。 bc1复合体含有11个亚基，3个呼吸亚单位（细胞色素B，细胞色素C1，Rieske蛋白），2个核心蛋白，和6个低分子量蛋白。
辅酶Q–细胞色素c还原酶催化如下化学反应：
QH2 + 2 高铁细胞色素c {\displaystyle \rightleftharpoons } Q + 2 亚铁细胞色素c + 2 H+
因此，此酶的两个底物分别是二氢醌（QH2）与高铁（Fe3+）细胞色素c，而其三个产物则分别是醌（Q）、亚铁（Fe2+）细胞色素c以及H+。
该酶属于氧化还原酶家族，特别是那些作用于细胞色素作为受体的作为供体的二酚和相关物质的氧化还原酶。 该酶参与氧化磷酸化。 它有四种辅助因子：细胞色素c1，细胞色素b-562，细胞色素b-566，和Rieske型的2-铁铁氧还蛋白。

## 命名法
该酶类的系统名称是泛醇：铁细胞色素-c 氧化还原酶（英語：ubiquinol:ferricytochrome-c oxidoreductase）。 其他常用名称包括：
| - 辅酶Q–细胞色素c还原酶 (coenzyme Q-cytochrome c reductase), - 二氢酶Q-细胞色素c还原酶 (dihydrocoenzyme Q-cytochrome c reductase), - reduced ubiquinone-cytochrome c reductase, complex III, - (线粒体电子传递) (mitochondrial electron transport), - 泛醌 - 细胞色素c还原酶 (ubiquinone-cytochrome c reductase), - 泛醇 - 细胞色素c氧化还原酶 (ubiquinol-cytochrome c oxidoreductase), - reduced coenzyme Q-cytochrome c reductase, - 泛醌 - 细胞色素c氧化还原酶 (ubiquinone-cytochrome c oxidoreductase), - reduced ubiquinone-cytochrome c oxidoreductase, | - 线粒体电子传递复合物III (mitochondrial electron transport complex III), - 泛醇 - 细胞色素c-2氧化还原酶 (ubiquinol-cytochrome c-2 oxidoreductase), - 泛醌 - 细胞色素b-c1氧化还原酶 (ubiquinone-cytochrome b-c1 oxidoreductase), - 泛醇 - 细胞色素c2还原酶 (ubiquinol-cytochrome c2 reductase), - 泛醇 - 细胞色素c1氧化还原酶 (ubiquinol-cytochrome c1 oxidoreductase), - CoQH2-cytochrome c oxidoreductase, - ubihydroquinol:cytochrome c oxidoreductase, - coenzyme QH2-cytochrome c reductase, and - QH2:cytochrome c oxidoreductase. |

## 结构

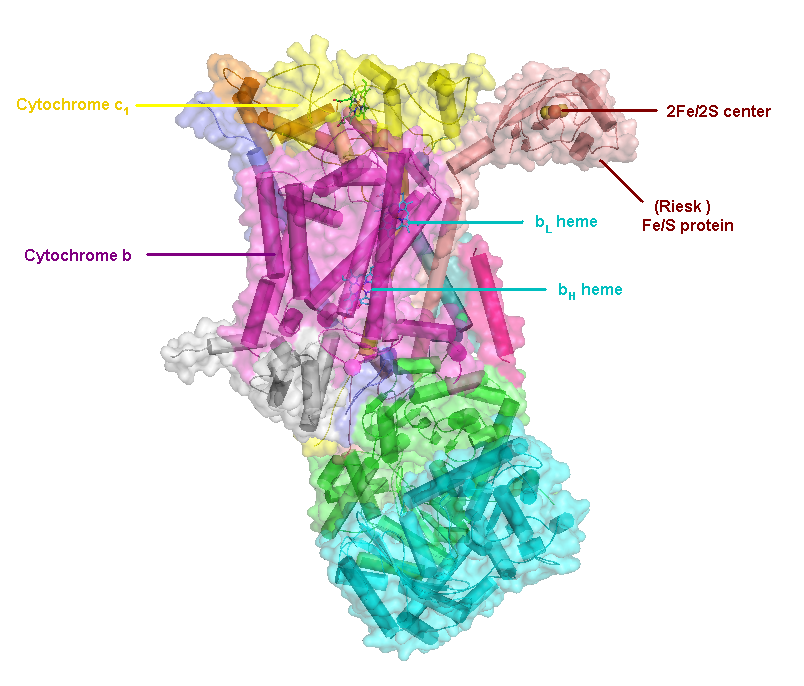
复合体III的结构。

与電子傳遞鏈的其他主要质子泵亚基相比，发现的亚基数可以很小，小到三条多肽链。 这个数字增加了，在高等动物身上发现了11个亚基。三个亚基有辅因子。 细胞色素b亚基具有两个b型血基質，Cytochrome C亚基具有一个c型血基質（c1），并且Rieske铁硫蛋白亚基（ISP）具有两个铁，两个硫的铁-硫簇（2Fe•2S）。
复合体III的结构：PDB 1KYO, PDB 1L0L

## 复合体的组成
在脊椎动物中，bc1复合体，或复合体III，含有11个亚基：3个呼吸亚基，2个核心蛋白，和6个低分子量蛋白。 变形杆菌复合体可能含有少至三个亚基。

### 复合体III的亚基组成表
| No.                | 亚基名称          | 人类 蛋白质 | 来自UniProt的蛋白质描述                                | 带有人类蛋白质的Pfam家族    |
| ------------------ | ----------------- | ----------- | ------------------------------------------------------ | --------------------------- |
| 呼吸亚基蛋白       |                   |             |                                                        |                             |
| 1                  | MT-CYB / Cyt b    | CYB_HUMAN   | 细胞色素 b                                             | Pfam PF13631                |
| 2                  | CYC1 / Cyt c1     | CY1_HUMAN   | 细胞色素 c1, 血基質蛋白, 线粒体的                      | Pfam PF02167                |
| 3                  | Rieske / UCR1     | UCRI_HUMAN  | 细胞色素 b-c1 复合体 亚基 Rieske, 线粒体的 EC 1.10.2.2 | Pfam PF02921 , Pfam PF00355 |
| 核心蛋白亚基       |                   |             |                                                        |                             |
| 4                  | QCR1 / SU1        | QCR1_HUMAN  | 细胞色素 b-c1 复合体 亚基 1, 线粒体的                  | Pfam PF00675, Pfam PF05193  |
| 5                  | QCR2 / SU2        | QCR2_HUMAN  | 细胞色素 b-c1 复合体 亚基 2, 线粒体的                  | Pfam PF00675, Pfam PF05193  |
| 低分子量蛋白质亚基 |                   |             |                                                        |                             |
| 6                  | QCR6 / SU6        | QCR6_HUMAN  | Cytochrome b-c1 complex subunit 6, mitochondrial       | Pfam PF02320                |
| 7                  | QCR7 / SU7        | QCR7_HUMAN  | Cytochrome b-c1 complex subunit 7                      | Pfam PF02271                |
| 8                  | QCR8 / SU8        | QCR8_HUMAN  | Cytochrome b-c1 complex subunit 8                      | Pfam PF02939                |
| 9                  | QCR9 / SU9 / UCRC | QCR9_HUMANa | Cytochrome b-c1 complex subunit 9                      | Pfam PF09165                |
| 10                 | QCR10 / SU10      | QCR10_HUMAN | Cytochrome b-c1 complex subunit 10                     | Pfam PF05365                |
| 11                 | QCR11 / SU11      | QCR11_HUMAN | Cytochrome b-c1 complex subunit 11                     | Pfam PF08997                |

- a 在脊椎动物中，来自Rieske蛋白的N-末端的8kDa的切割产物（信号肽）作为亚基9保留在复合体中。因此，亚基10和11对应于真菌QCR9p和QCR10p。

## 反应
它通过辅酶Q（CoQ），又称泛醌（Ubiquinone，UQ），的氧化催化细胞色素c的还原，同时从线粒体基质向膜间隙泵送4个质子：
QH2 + 2 细胞色素 c (FeIII)  + 2 H+
in → Q + 2 细胞色素 c (FeII) + 4 H+
out
在称为Q循环的过程中，从基质（M）消耗了２个质子，４个质子被释放到膜间空间（IM）中，２个电子被传递到细胞色素c。

## 反应机制

Q循环

复合体III（细胞色素bc1，辅酶Q：细胞色素C氧化还原酶）的反应机制称为辅酶（“Q”）循环。 在这个循环中，四个质子被释放到正“P”侧（膜间空间），但只有两个质子从负“N”侧（基质）被吸收。 结果，在膜上形成质子梯度。 在整个反应中，两个泛醇被氧化成辅酶，一个辅酶被还原成泛醇。 在完整的机制中，两个电子通过两个细胞色素c中间体从泛醇转移到辅酶。
总体：
- 2 x QH2氧化成Q.
- 1 x Q还原到QH2
- 2 x Cyt c被还原
- 4 x H+ 被释放到膜间隙
- 从基质中拾取2 x H+

第1轮：
1. 细胞色素b结合一个泛醇和一个泛醌。
2. 2Fe / 2S中心和BL血红素各自从结合的泛醌中吸出电子，释放出两个氢进入膜间隙。
3. 一个电子从2Fe / 2S中心转移到细胞色素c1，而另一个电子从BL血红素转移到BH血红素。
4. 细胞色素c1将其电子转移到细胞色素c（不要与细胞色素c1混淆），BHHeme将其电子转移到附近的泛醌，导致形成ubisemiquinone。
5. 细胞色素c扩散。第一个泛醇（现在被氧化成泛醌）被释放，而半醌仍然被束缚。

第2轮：
1. 第二种泛醇与细胞色素b结合。
2. 2Fe / 2S中心和BL血红素各自从结合的泛醌中吸出电子，释放出两个氢进入膜间隙。
3. 一个电子从2Fe / 2S中心转移到细胞色素c1，而另一个电子从BL血红素转移到BH血红素。
4. 细胞色素c1然后将其电子转移到细胞色素c，而附近的第1轮产生的半醌从BH血红素中获取第二个电子，以及来自基质的两个质子。
5. 释放出第二种泛醇（现在被氧化成泛醌）以及新形成的泛醇[8]。

## 复合体III的抑制剂
有三组不同的复合体III抑制剂。
- 抗霉素A（英语：Antimycin A）与Qi位点结合并抑制复合物III中的电子从血基质bH转移至氧化的Q（Qi位点抑制剂）。
- Myxothiazol和stigmatellin与Qo位点结合并抑制电子从还原的QH2转移到Rieske铁硫蛋白。 Myxothiazol和stigmatellin与Qo位点内不同但重叠的口袋结合。
  - Myxothiazol更接近细胞色素bL（因此被称为“近端”抑制剂）。
  - Stigmatellin远离血基质bL并且更接近Rieske铁硫蛋白，与之强烈相互作用。

一些已被商业化为杀真菌剂（甲氧基丙烯酸酯Strobilurin衍生物，其中最着名的是嘧菌酯Azoxystrobin; QoI抑制剂）和抗疟疾剂（atovaquone）。
丙基己二胺也可抑制细胞色素c还原酶。

## 参阅
- 呼吸作用

## 深入阅读
- Marres CM, Slater EC. . Biochim. Biophys. Acta. 1977, 462 (3): 531–548. PMID 597492. doi:10.1016/0005-2728(77)90099-8.
- Rieske JS. . Biochim. Biophys. Acta. 1976, 456 (2): 195–247. PMID 788795.
- Wikstrom M, Krab K, Saraste M. . Annu. Rev. Biochem. 1981, 50: 623–655. PMID 6267990. doi:10.1146/annurev.bi.50.070181.003203.